# Годжиев, Владимир Андреевич
Владимир Андреевич Годжиев (осет. Годжиты Андрейы фырт Владимир; 20 июля 1940, Орджоникидзе — 21 декабря 1981, там же) — советский фехтовальщик, серебряный призёр чемпионата мира (1966). Мастер спорта СССР международного класса (1967).

## Биография
Владимир Годжиев родился 20 июля 1940 года в городе Орджоникидзе. Начал заниматься фехтованием в возрасте 15 лет под руководством Альберта Григоряна. В качестве своей специализации выбрал фехтование на шпагах. В 1960 году окончил факультет физического воспитания Северо-Осетинского педагогического института.
В 1960-х годах входил в число ведущих советских шпажистов, привлекался в состав сборной СССР, в 1966 году на чемпионате мира в Москве завоевал серебряную медаль в командных соревнованиях.
В 1973 году завершил свою спортивную карьеру. В дальнейшем занимался тренерской деятельностью в Республиканской ДЮСШ по фехтованию.
Ушёл из жизни 21 декабря 1981 года. Похоронен на Ново-Осетинском кладбище во Владикавказе. С 2001 года в Северной Осетии проводятся всероссийские юниорские соревнования по фехтованию, посвящённые памяти Владимира Годжиева.